# ライオセスリー・ラッセル (第3代ベッドフォード公爵)
第3代ベッドフォード公爵ライオセスリー・ラッセル（英語: Wriothesley Russell, 3rd Duke of Bedford、1708年5月25日 – 1732年10月23日）は、グレートブリテン王国の貴族。

## 生涯
第2代ベッドフォード公爵ライオセスリー・ラッセルと妻エリザベス（Elizabeth、旧姓ハウランド（Howland）、ジョン・ハウランドの娘）の長男として1708年5月25日に生まれ、1711年5月26日に父が死去するとベッドフォード公爵の爵位を継承した。ギャンブルで家財を使い倒したという。
1725年4月22日、初代ブリッジウォーター公爵スクループ・エジャートンの一人娘アンと結婚した。
しかし、2人の間で子供をもうけないままベッドフォード公爵が1732年10月23日に死去したため、爵位は弟ジョンが継承した。未亡人となったアンは1733年6月23日に第3代ジャージー伯爵ウィリアム・ヴィリアーズと再婚、1762年6月16日に死去した。